# Jager-verzamelaar

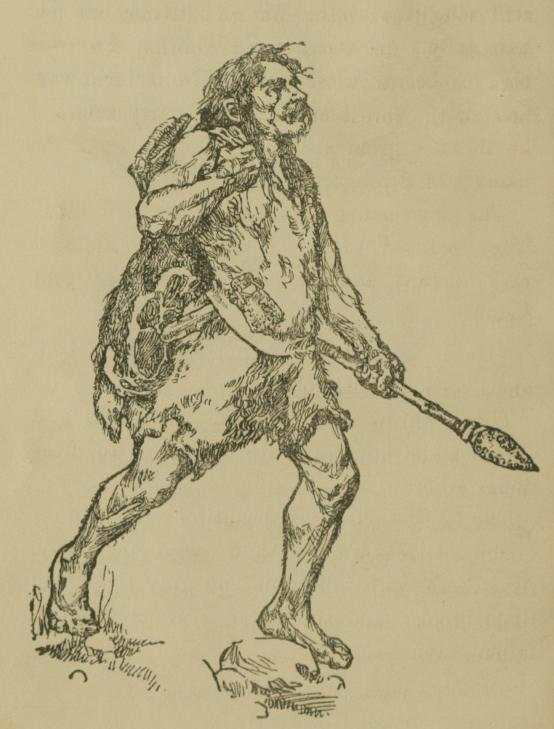
Jager uit de steentijd (tekening begin 20e eeuw)

Een jager-verzamelaar is een mens die zich in leven houdt door middel van de jacht en het verzamelen van eetbare dingen zoals bessen en dieren. Het jagen en verzamelen als overlevingsmethode is sinds het ontstaan van de landbouw zo goed als overal vervangen door landbouw.

## Oermens
In het geschiedenisboek van de mensheid beslaan de hoofdstukken die de jager-verzamelaars behandelen verreweg de meeste bladzijden. Tenminste, dat zou zo moeten zijn gekeken naar de tijd dat de mensheid de aarde voornamelijk als nomaden bevolkte. De eerste mens Homo rudolfensis leefden 2,4 miljoen jaar geleden als jager-verzamelaar. Hun opvolgers - Homo erectus, Homo heidelbergensis en de neanderthaler (Homo neanderthalensis) - leefden ook van jagen en verzamelen. Jagers en verzamelaars gebruikten werktuigen van steen, been en hout. Mogelijk tussen 1,5 en 1 miljoen jaar geleden leerden de eerste mensachtigen vuur te gebruiken. Het vroegste gebruik van vuur zal onderwerp van onderzoek blijven, maar vanaf zo'n 400.000 jaar geleden is het gebruik van vuur ondubbelzinnig en wijdverspreid.

## Moderne mens
Van de 150.000 à 200.000 jaar dat er moderne mensen leven op deze planeet, hebben ze de langste tijd hiervan geleefd als jager-verzamelaars. Deze Homo sapiens verspreidde zich tussen 120.000 en 60.000 jaar geleden vanuit Afrika over de rest van de wereld. Hij maakte belangrijke vorderingen op het gebied van de technologische ontwikkeling. Deze moderne mensensoort maakte juwelen, deed schedelboringen, vond de kano uit, de speerwerper en pijl-en-boog en domesticeerde de grijze wolf als begeleider bij de jacht.
Een leven als jager-verzamelaar stond in het teken van overleven. Door op pad te gaan voor het verzamelen van eetbare wilde planten en het jagen op dieren, zorgden zij voor voldoende voedsel voor hun familiegroep. De jager-verzamelaars hadden meestal geen vaste verblijfsplaats. Ze trokken rond in kleine groepen van doorgaans 20-50 personen, steeds op weg naar gebieden waar voldoende voedsel te vinden was.

## Samenleving
Lange tijd is door paleoantropologen verondersteld dat jager-verzamelaars een moeizaam bestaan leidden en dat de overgang naar landbouw een vooruitgang was. Marshall Sahlins stelde echter in 1968 dat de jager-verzamelaars de oorspronkelijke welvaartssamenleving vormden. Op zijn stelling is sindsdien het nodige afgedongen, maar gemiddeld genomen lijken zij waarschijnlijk een gevarieerdere voeding te hebben gehad dan primitieve landbouwers en verkeerden zij in een betere gezondheid. Wel hebben betrekkelijk kleine groepjes jagers en verzamelaars een groot gebied nodig om in te leven. Ook was de levensstijl niet bevorderlijk voor het krijgen van veel kinderen. Kleine kinderen beperken de mobiliteit en bij de nomadische levensstijl moest iedereen mee helpen bij het vinden van voldoende voedsel. Het is dan ook onwaarschijnlijk dat de aarde voor de ontwikkeling van de landbouw ooit meer dan 10 miljoen inwoners telde.
Jager-verzamelaars leefden in groepen waarin men tamelijk gelijkwaardig was. Dit was enerzijds een uitvloeisel van de beperkte grootte, anderzijds van de beperkte mate van specialisatie. In het Oude Nabije Oosten bestonden in de Natufische cultuur al sedentaire dorpen. Door verbetering van jacht- en verzameltechnieken konden de jager-verzamelaars daar langer op dezelfde plaats blijven wonen.
Een samenleving van jagers en verzamelaars die als zalmvissers leefden aan de Noordwestkust van Amerika was relatief rijk, had houten huizen en totempalen en leefde (semi-)sedentair. Men hield er slaven op na die vaak in gewelddadige rooftochten in de omgeving gevangen werden genomen.

## Overgang naar landbouw
In het Nabije Oosten, in de Vruchtbare Sikkel, begonnen jager-verzamelaars meer dan 10.000 jaar geleden voedingsgewassen te kweken, voornamelijk granen en groenten. Niet erg lang daarna gingen groepen mensen over tot het houden van vee en huisdieren.
Deze overgang van het jager-verzamelaarstijdperk naar de vestiging van landbouwgemeenschappen op een vaste plaats staat bekend als de neolithische revolutie. Vermoedelijk is dit het eerst gebeurd in het stroomgebied van de Eufraat en de Tigris, bekend geworden als Mesopotamië. Hier ontstonden zo'n 6.000 jaar geleden vanuit landbouwerssamenlevingen de eerste stadstaten zoals Ur, Uruk en Lagash.